# Espardenya de mar
L'espardenya de mar (Parastichopus regalis), coneguda també com a llongo, llonguet, sola o cogombre de mar, és una espècie d'equinoderm holoturoïdeu de l'ordre Synallactida, de la família dels esticopòdids, present al litoral dels Països Catalans i molt cotitzat en gastronomia.

## Característiques
Té el cos allargat, amb la superfície ventral xafada i reptant, proveïda de peus ambulacrals. Els exemplars adults tenen una longitud d'uns 30 cm i són de color vermell marronós amb taques blanques.
L'espardenya presenta una simetria bilateral secundària, ja que internament la disposició dels òrgans segueix sent fonamentalment pentarradial, com la immensa majoria d'equinoderms.

## Història natural
Alguns exemplars allotgen un peix comensal, (Carapus acus, anomenat pixota, pixota de llanguet, pamfort, entre altres noms) a l'interior del tub digestiu. Quan l'animal és molestat expulsa el tub digestiu, que més tard regenera. Aquesta tàctica defensiva és comuna a tots els holoturioïdeus, i els serveix també com a estratègia per fugir dels depredadors.

## Gastronomia
L'espardenya és molt apreciada en gastronomia. Històricament ha estat consumida per pescadors de la costa mediterrània, especialment a Catalunya, País Valencià i Balears, però avui en dia es tracta d'un producte molt cotitzat a totes les cuines, i el seu alt preu es justifica per les tècniques de pesca especialitzades que requereix la seva captura. De l'animal només es menja la musculatura longitudinal, que és de color blanc groguenc i fa uns cinc centímetres de longitud, i que recorda en forma i textura un canyut o navalla.